# Brasil Vita Filmes
A Brasil Vita Filmes foi uma companhia cinematografica fundada em 30 de outubro de 1934 por Carmen Santos na cidade do Rio de Janeiro. Foi responsavel pela produção e viabilização de diversos filmes de Humberto Mauro, considerado o "pai do cinema brasileiro". A produtora, nos anos 30, representou quase metade de todo o esforço de produção cinematografica brasileira, dividindo o pódio com a Produtora Cinédia de Adhemar Gonzaga.

## Linha do Tempo
- 1933: Fundação da Brasil Vox Filmes por Carmen Santos e Assembleia.[2]
- 1935: Mudança de nome para Brasil Vita Filmes, devido a processo movido pela Fox Film do Brasil.
- 1941: Inicio das filmagens de Inconfidência Mineira
- 1948: Reabertura da produtora
- 1952: Morre Carmen Santos
- 1957: Incêndio destrói negativos de Inconfidencia mineira e Favela dos Meus Amores.

## Filmografia
| Tipo                     | Filme                                                                        | Estreia               | Direção                            | Atores                                                            |
| ------------------------ | ---------------------------------------------------------------------------- | --------------------- | ---------------------------------- | ----------------------------------------------------------------- |
| Longa-metragem de Ficção | Onde a Terra Acaba                                                           | 16 de outubro de 1933 | Octavio Gabus Mendes               | Carmen Santos, Celso Montenegro, Augusta Guimarães                |
| Curta Documental         | As Sete Maravilhas do Rio de Janeiro: Primeira Maravilha e Segunda Maravilha | 1934                  | Humberto Mauro                     | -                                                                 |
| Curta Documental         | As Sete Marvilhas do Rio de Janeiro: Terceira Maravilha                      | 1934                  | Humberto Mauro                     | -                                                                 |
| Curta Documental         | As Sete Marvilhas do Rio de Janeiro: Quarta Maravilha                        | 1934                  | Humberto Mauro                     | -                                                                 |
| Curta Documental         | As Sete Marvilhas do Rio de Janeiro: Quinta Maravilha                        | 1934                  | Humberto Mauro                     | -                                                                 |
| Curta Documental         | As Sete Marvilhas do Rio de Janeiro: Sexta Maravilha                         | 1934                  | Humberto Mauro                     | -                                                                 |
| Curta Documental         | As Sete Marvilhas do Rio de Janeiro: Sétima Maravilha                        | 1934                  | Humberto Mauro                     | -                                                                 |
| Longa-metragem de Ficção | Favela dos Meus Amores                                                       | 14 de outubro de 1935 | Humberto Mauro                     | Carmen Santos, Rodolfo Mayer, Sílvio Caldas                       |
| Longa-metragem de Ficção | Cidade-Mulher                                                                | 27 de julho de 1936   | Humberto Mauro                     | Carmen Santos, Mário Salaberry, Jaime Costa                       |
| Curta-metragem de ficção | Ouro Verde                                                                   | 1936                  | Humberto Mauro                     | -                                                                 |
| Longa-metragem de Ficção | Argila                                                                       | 28 de meio de 1942    | Humberto Mauro                     | Carmen Santos, Celso Guimarães, Lídia Matto                       |
| Curta-metragem de ficção | Barulho na Universidade                                                      | 1941                  | Watson Macedo                      | Altair Guimarães, Arlete Guimarães, Watson Macedo                 |
| Curta Documental         | Fontes Ornamentais                                                           | 1943                  | Humberto Mauro                     | -                                                                 |
| Curta Documental         | Jardim Botânico do Rio de Janeiro                                            | 1943                  | Humberto Mauro                     | -                                                                 |
| Curta Documental         | Míca                                                                         | 1944                  | Humberto Mauro                     | -                                                                 |
| Comédia musical          | O Malandro e a Grã-fina                                                      | 1947                  | Luiz de Barros                     | Alvarenga, Túlio Berti, Apolo Correia                             |
| Curta Documental         | O Cristal Oscilador                                                          | 1947                  | Humberto Mauro                     | -                                                                 |
| Longa-metragem de Ficção | Inconfidência Mineira                                                        | 22 de abril de 1948   | Carmen Santos                      | Rodolfo Mayer, Carmen Santos, Roberto Lupo                        |
| Longa-metragem de Ficção | Inocência                                                                    | 31 de agosto de 1949  | Fernando De Barros, Luiz de Barros | Maria Della Costa, Cláudio Nonelli, Wolfgang Harnisch Jr.         |
| Longa-metragem de Ficção | Era uma Vez um Vagabundo                                                     | 1952                  | Luiz de Barros                     | Augusto Aníbal, Noel Carlos, Aparecida de Castro                  |
| Longa-metragem de Ficção | O Rei do Samba                                                               | 1952                  | Luiz de Barros                     | Cidália Alves, Valéria Amar, Filomena Bandeira                    |
| Longa-metragem de Ficção | Rua Sem Sol                                                                  | 1954                  | Alex Viany                         | Glauce Rocha, Carlos Cotrim, Dóris Monteiro                       |
| Longa-metragem de Ficção | Carnaval em Marte                                                            | 1955                  | Watson Macedo                      | Anselmo Duarte, Ilka Soares, Violeta Ferraz, Humberto Catalano    |
| Comédia musical          | Sinfonia Carioca                                                             | 1955                  | Watson Macedo                      | Eliana Macedo, Anselmo Duarte, Afonso Stuart, Luiza Barreto Leite |
| Comédia musical          | Depois Eu Conto                                                              | 1956                  | José Carlos Burle, Watson Macedo   | Anselmo Duarte, Eliana Macedo, Ilka Soares, Dercy Gonçalves       |
| Longa-metragem de Ficção | Rico Ri à Toa                                                                | 1957                  | Roberto Farias                     | Zé Trindade, Violeta Ferraz, Armando Camargo, Silvinha Chiozzo    |
| Longa-metragem de Ficção | A Baronesa Transviada                                                        | 1957                  | Watson Macedo                      | Dercy Gonçalves, Humberto Catalano, Grande Otelo, Edayr Badaró    |
| Longa-metragem de Ficção | No Mundo da Lua                                                              | 1958                  | Roberto Farias                     | Walter D'Ávila, Violeta Ferraz, Reginaldo Faria, Aracy Rosas      |

## Refêrencias
1. ↑  Pessoa, Ana. (2002). Carmen Santos : o cinema dos anos 20. Rio de Janeiro: Aeroplano. OCLC 53041702
2. 1 2  Cabrera, Lívia Maria Gonçalves (2019). «"O cinema é o livro do futuro": As escolhas de produção de Inconfidência Mineira (Carmen Santos, 1948) e os planos governamentais para o cinema do Brasil dos anos 1940» (PDF). AIM - Associação de Investigadores da Imagem em Movimento: 10. ISBN 9789895436521. Consultado em 25 de setembro de 2020
3. ↑  «Conheça o cineasta Humberto Mauro». redeglobo.globo.com. Consultado em 25 de setembro de 2020
4. ↑  https://www.imdb.com/search/title/?companies=co0066387 Filmografia da Brasil Vita filmes segundo o IMDB